# Église de la Conversion-de-Saint-Paul de Saint-Paul-en-Chablais
Pour les articles homonymes, voir Église de la Conversion-de-Saint-Paul.
L'église de la Conversion-de-Saint-Paul est une ancienne prieurale devenue une église paroissiale, située dans la commune de Saint-Paul-en-Chablais, dans le département de la Haute-Savoie et la région Auvergne-Rhône-Alpes.
Il n’en reste aujourd’hui que de rares vestiges. L’église paroissiale Saint-Paul est mentionnée dès 1107, mais il faut attendre le début du XIIIe siècle pour voir apparaître dans la documentation le prieuré bénédictin. L'église est placée sous le patronage de l'apôtre Paul.

## Historique
Vers la fin du XIe siècle, un dénommé Turembert et sa femme donnent à l'ordre de Cluny la moitié des revenus de l'église Saint-Paul de Ciriel, tandis que l’évêque de Genève donne l’église au monastère Saint-Victor de Genève. Une bulle papale datée de 1107 révèle que l’église Saint-Paul-sur-le-lac-Léman dépendait de l’abbaye de Savigny en Lyonnais. En 1140, l’église est mentionnée comme dépendante du prieuré de Lutry.
Les premières mentions d'un prieuré et de ses occupants, des moines bénédictins, datent du XIIIe siècle. La date de fondation n'est pas connue avec certitude en l'absence de charte de fondation. Toutefois, un acte daté de 1210 donne le nom du premier prieur connu : Pierre. Celui-ci évolue dans l’entourage de la dame de Saint-Paul Isabelle de Bex dite Elisabeth ou Belon, très probablement liée la famille de Faucigny . Le prieuré a certainement été fondé peu de temps auparavant. C’est Aymon II de Faucigny qui en est l’avoué dans la première moitié du XIIIe siècle.
La reconstruction « à l'identique » du clocher à bulbe faisait partie des projets soutenus par la municipalité élue en 2008. En 2010, une association fut créée pour la construction d'un clocher à bulbe.Les travaux ont débuté en août 2012 et se termineront en novembre. Le financement du projet, dont le coût s'élève à 210 000 euros, est assuré par des subventions à hauteur de 80 000 euros, et pour le reste par des legs ou dons privés.
Une sculpture en bois représentant un christ en croix, non datée mais venant peut-être du Moyen Âge, a été retrouvée dans les années 1950 dans le clocher de l'église. Placée dans le chœur, elle est classée depuis le 20 mai 1959.

## Description
Une nouvelle église fut construite au XIIIe siècle. Elle se composait d'une nef de trois travées et d'un chœur à chevet plat de style gothique. La nef était composée d’un vaisseau unique, probablement séparé en deux pas un jubé. Le clocher s'élevait au-dessus du chœur. Elle abritait les tombeaux des membres de la famille seigneuriale de Blonay jusqu’au décès de son dernier représentant en Chablais, le baron Louis Joseph Ennemond, décédé en 1878 (journal Le Léman du 25 août 1878).
Au XVIIIe siècle, l'église est agrandie de nefs latérales et le clocher est reconstruit contre le chevet, là où il est encore aujourd'hui. La porte principale, ainsi que les retables du chœur et les chapelles latérales datent de la restauration sarde, soit d'après 1816. En 1906, le clocher à bulbe disparut dans un incendie causé par la foudre. L'église fut restaurée en 1979, par Mantilleri.

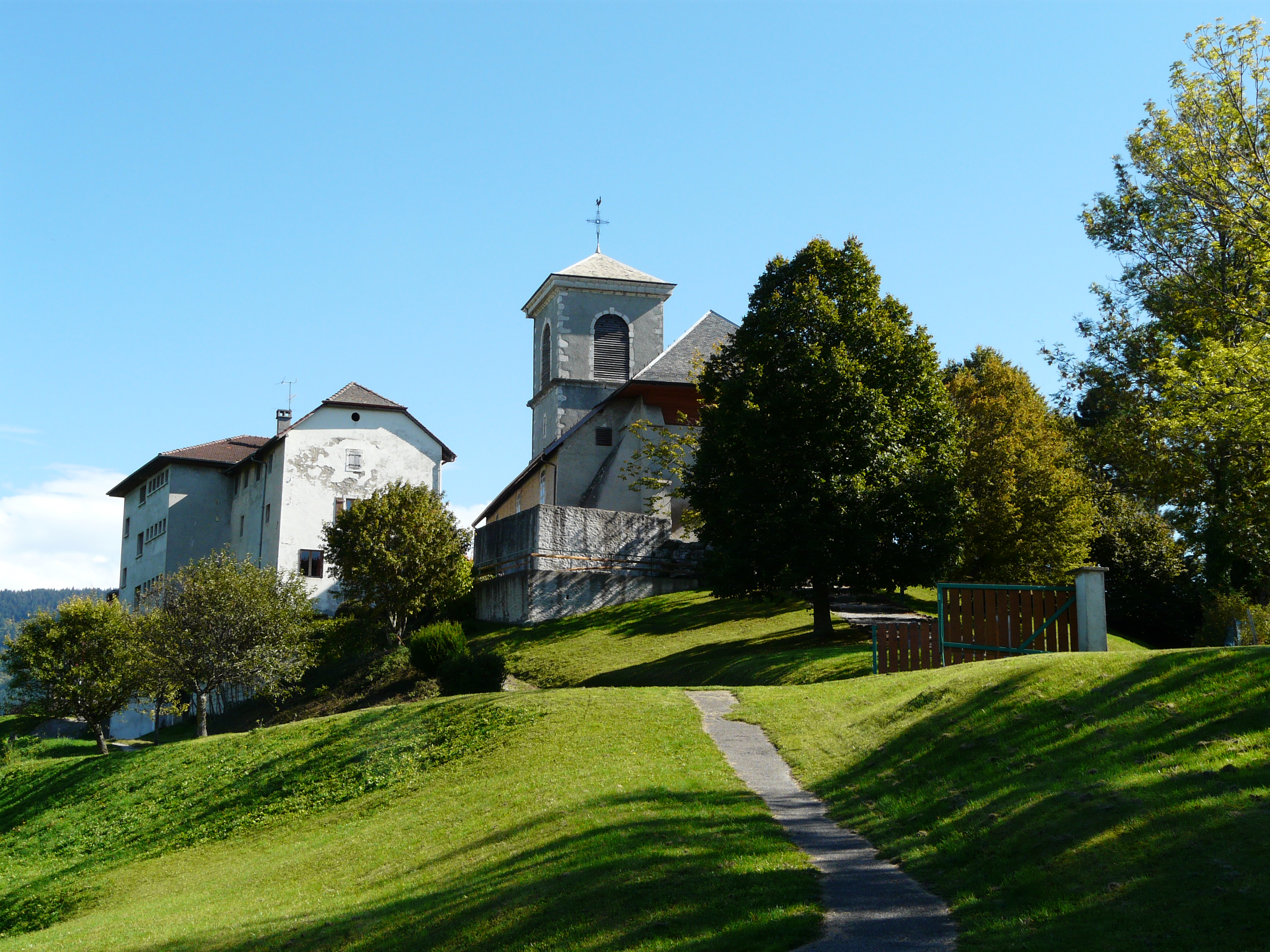
Le site prieural vu de l'ouest.
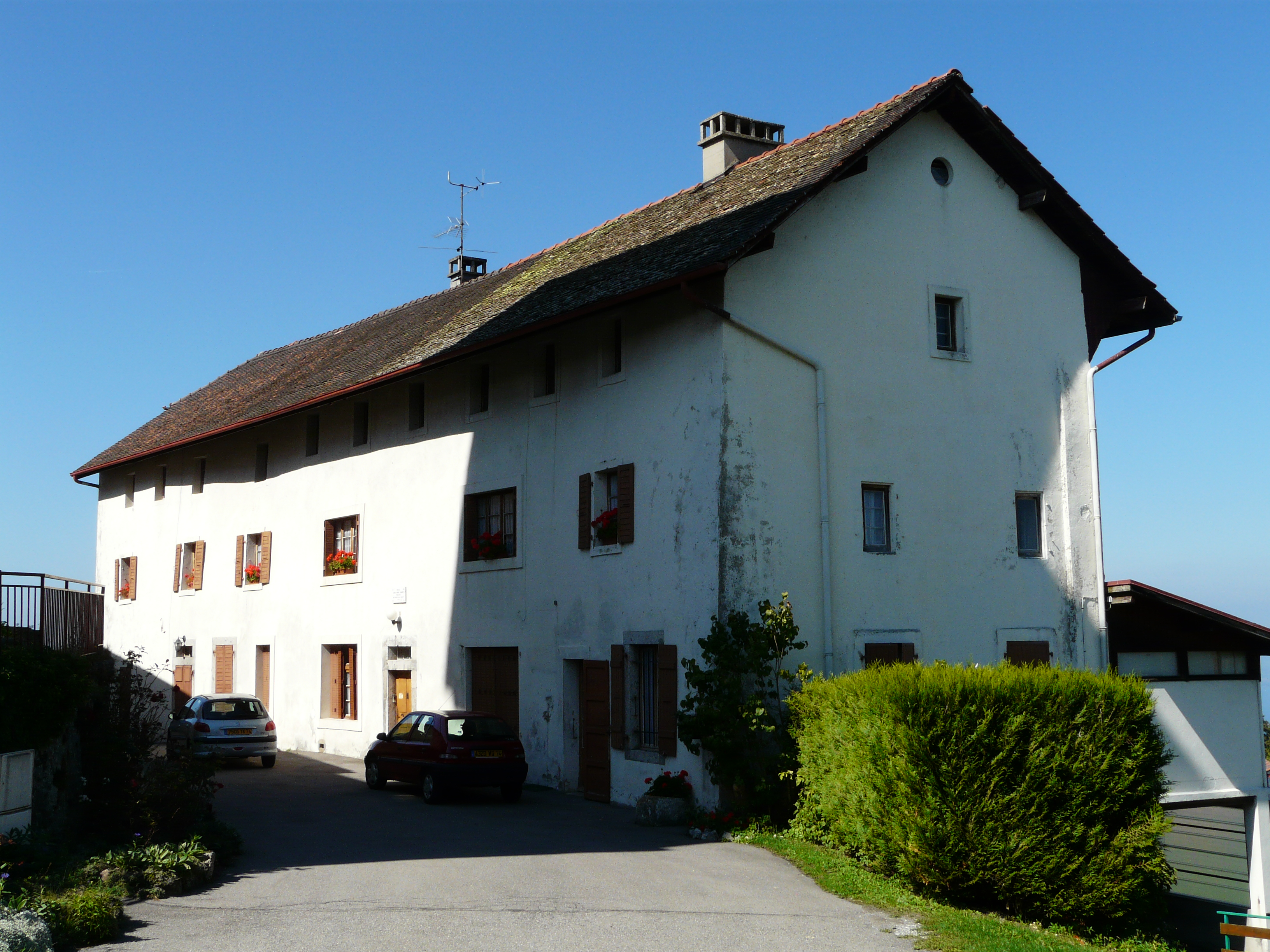
Vestige de l'ancien prieuré, ou « maison des Sœurs », de Saint-Paul.
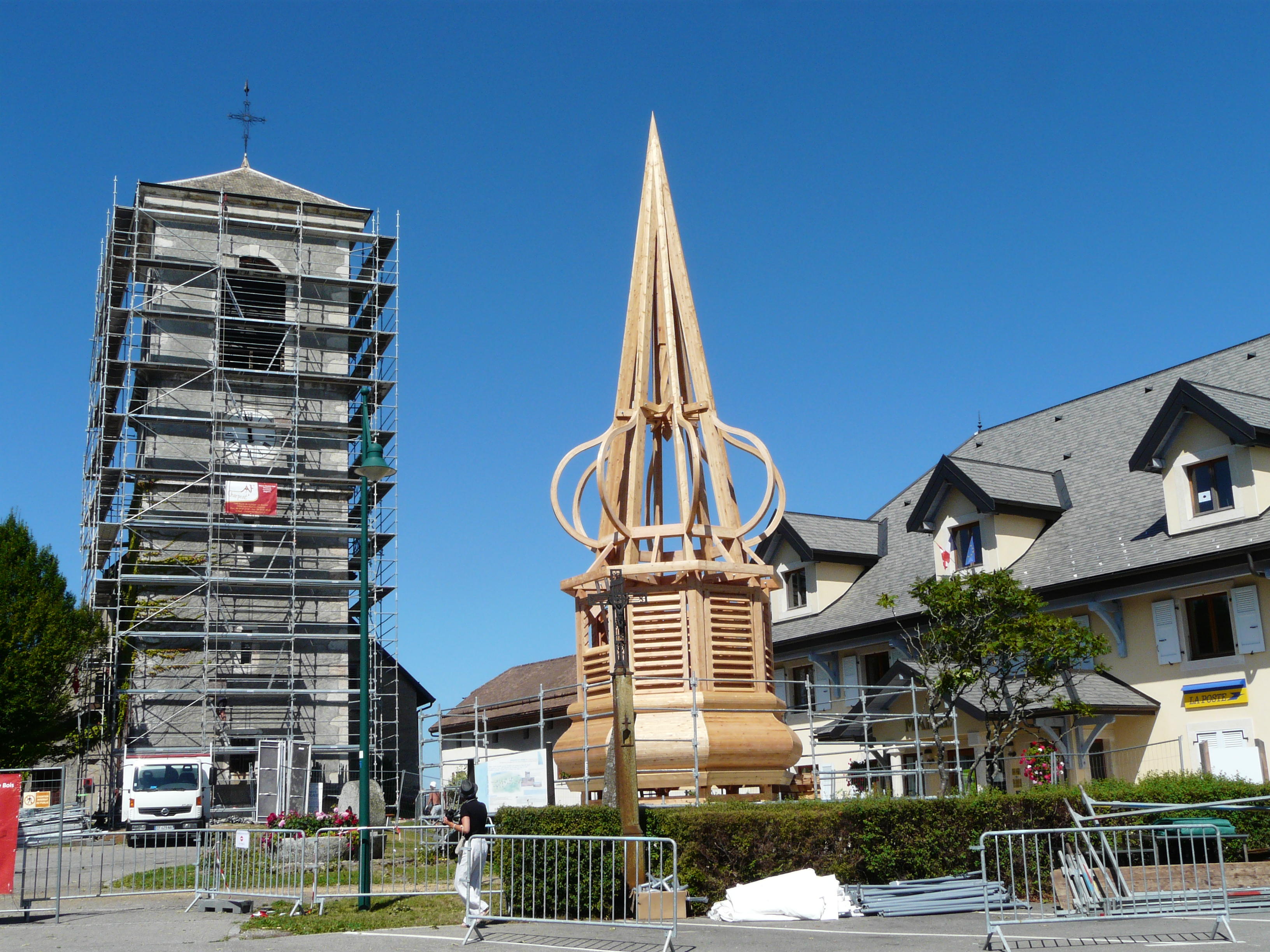
Construction de la charpente devant l'église et la mairie, août 2012.
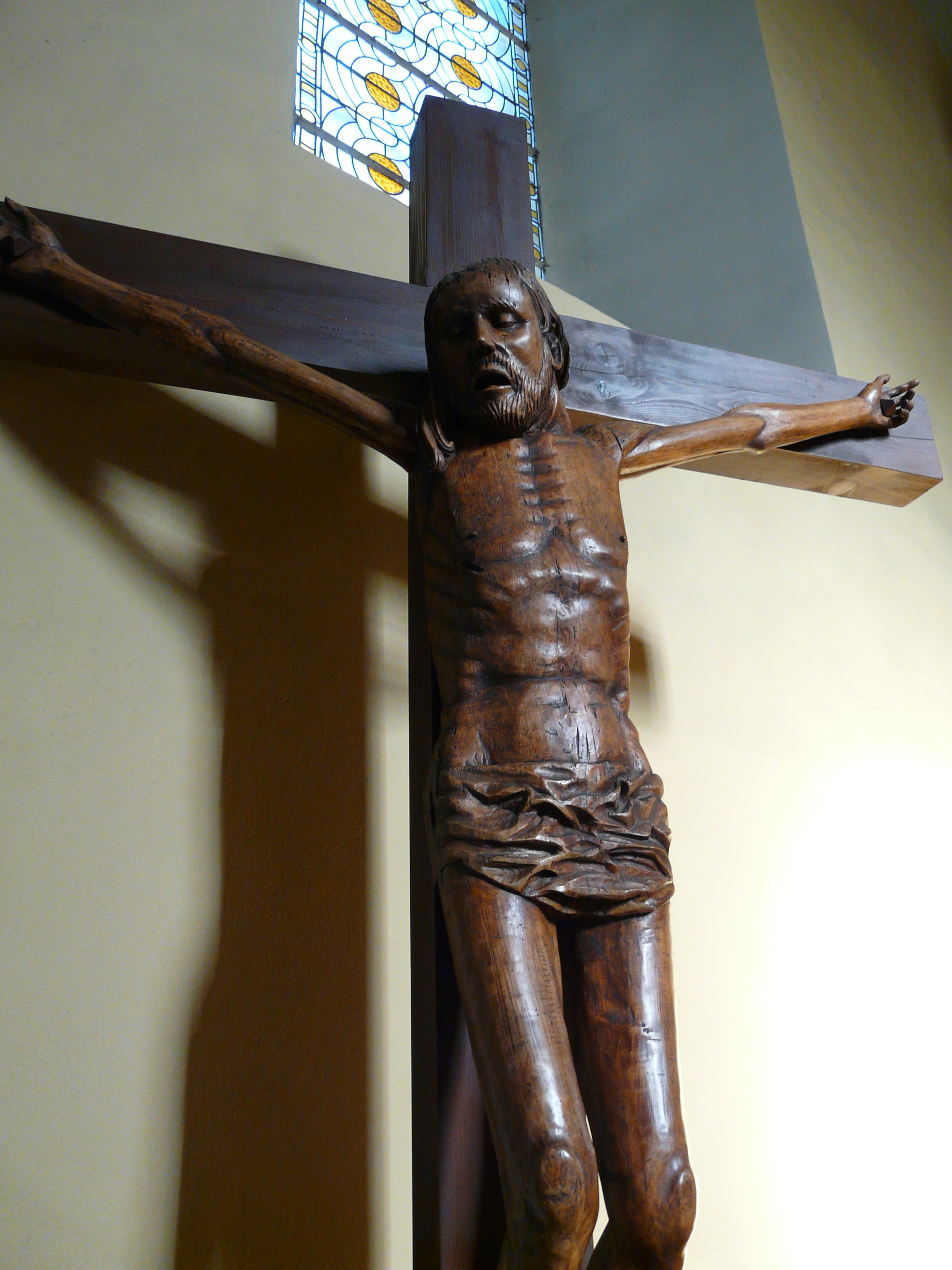
Christ en bois sculpté, église de Saint-Paul.
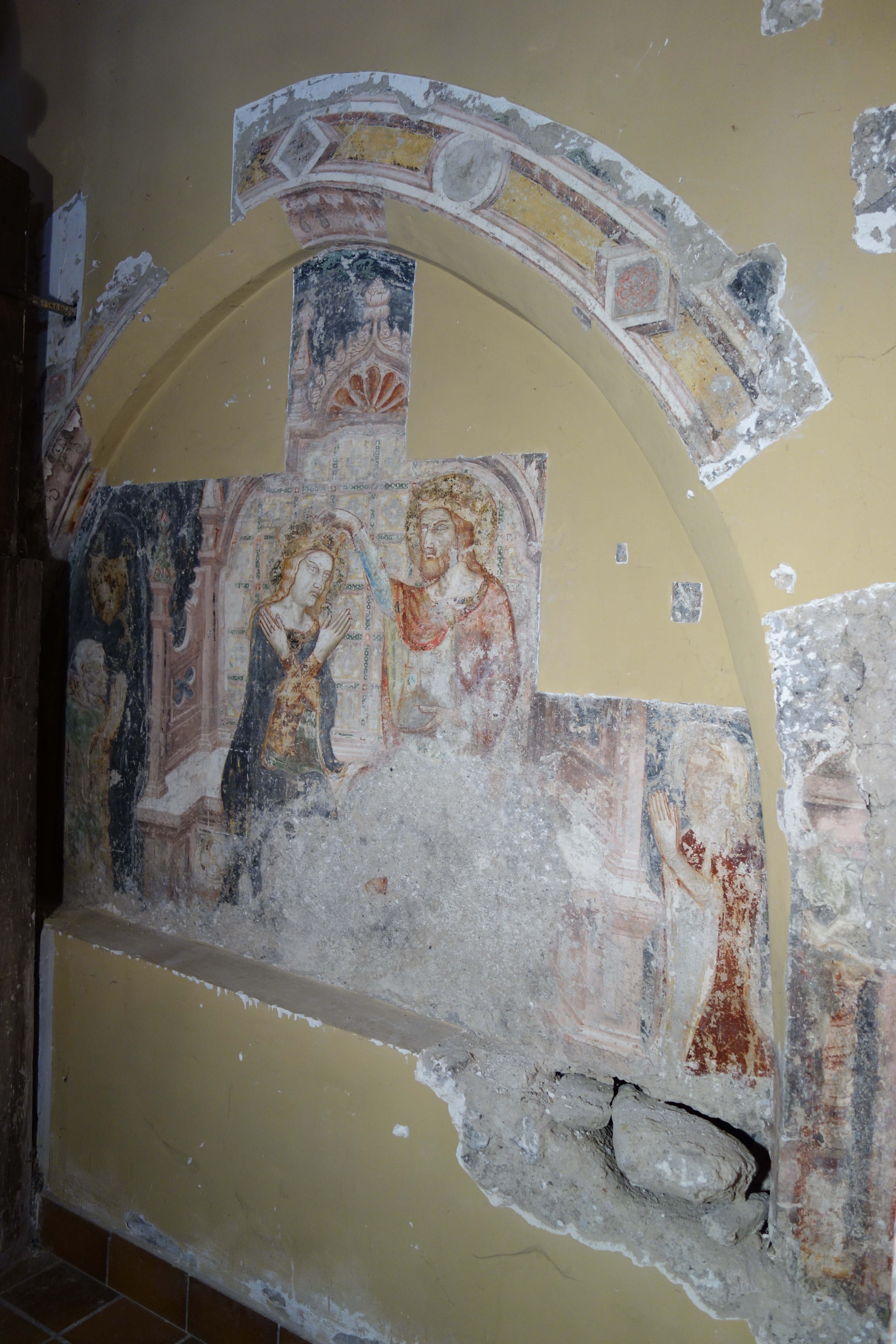
Fresque du Couronnement de la Vierge trouvée en 2020.

## Fresques des chapelles funéraires des Blonay
En 2020, la fresque qui orne la chapelle funéraire située contre le parement extérieur du mur nord du sanctuaire de l'église a été restaurée. En parallèle, la fresque qui ornait la chapelle intérieure, construite dans le parement intérieur du même mur, a été dégagée. Elle représente le Couronnement de la Vierge.